# تپه‌حصار شماره ۳
تپه حصار شماره ۳ مربوط به دوره اشکانیان - سده‌های اولیه دوران‌های تاریخی پس از اسلام است و در شهرستان کبودرآهنگ بخش مرکزی، دهستان راهب، ۱ کیلومتری غرب روستای حصار، ۵۰۰ متری جنوب شرقی محوطه KA، ۶۳ واقع شده و این اثر در تاریخ ۷ اسفند ۱۳۸۶ با شمارهٔ ثبت ۲۱۶۱۳ به‌عنوان یکی از آثار ملی ایران به ثبت رسیده است.